# Jaroslav Kos
Jaroslav Kos (5. listopadu 1917 Dobrá Voda u Pelhřimova – 15. října 2012) byl český lékař a anatom, zakladatel anatomického ústavu na Lékařské fakultě UK v Plzni a jeho přednosta v letech 1947 až 1983. Většinu své kariéry působil v Plzni, kde kromě výuky a řízení fakulty vydal desítky odborných článků a publikací. Sklonek života trávil v janovském sanatoriu nedaleko Plzně.

## Život

### Dětství
Narodil se dne 5. listopadu 1917 v Dobré Vodě u Pelhřimova jako deváté z deseti dětí drobného rolníka. Jeho otec, vyučený obuvník, hospodařil na tříhektarové chalupě. Pět sourozenců zemřelo již v kojeneckém věku. Dvě sestry po vychození obecné školy odešly do služby, jeden bratr se vyučil truhlářem a druhý zůstal na chalupě. Po vychození pěti oddělení obecné dvoutřídky v Dobré Vodě šel studovat do Pelhřimova. Na reálném gymnáziu studoval v letech 1928 až 1936 a 9. června 1936 zde s vyznamenáním maturoval. Po maturitě poslal žádost o studium medicíny do Hlávkových kolejí v Praze a v září 1936 byl přijat a stal se medikem na Lékařské fakultě UK v Praze a chovancem Hlávkových studentských kolejí.

### Období války
Život v Hlávkových kolejích v Praze, kde byl jako medik ubytován mezi říjnem 1936 a 17. listopadem 1939, popisuje podrobně ve svých vzpomínkách a v četných článcích o Hlávkově nadaci. Již od počátku studia měl hluboký zájem o anatomii, kterou tehdy přednášel profesor MUDr. Karel Weigner a později profesor MUDr. Ladislav Borovanský, u něhož taky s výborným prospěchem složil rigorózum. 1. září 1939 vypukla druhá světová válka. Kvůli tomu odešel k bratrovi na Buštěhrad a přihlásil se jako učedník na truhláře. Po Vánocích se mu podařilo získat místo u městského úřadu v Pardubicích v oddělení potravinových lístků a po roce, v únoru 1941, začal sbírat žlázy s vnitřní sekrecí na jatkách v Pardubicích pro potřeby farmaceutického průmyslu, což trvalo až do konce války. V Pardubicích se také 6. září 1941 oženil a 15. června 1944 se mu tam narodil syn.
Po 2. světové válce mu nabídnul profesor Borovanský místo výpomocného asistenta na anatomickém ústavu. 8. července 1945 se mu navíc podařilo se poprvé dostat za katedru po jednom z odcházejících profesorů. Od té doby pak přednášel anatomii denně až do roku 1984 (tedy téměř 40 let). Přednášel tehdy medikům mezencefalon (tj. střední mozek). Strávil denně mnoho hodin v posluchárně, přednášel pro mediky, pro tělocvikáře, zdravotní sestry, Červený kříž. A sám běhal na klinické přednášky, učil se a skládal zkoušky. 25. ledna 1946 odpromoval a stal se odborným asistentem. Po přibližně roce ale byl z pozice uvolněn a odešel na univerzitu do Plzně.

### Působení na Plzeňské univerzitě
Od ledna 1947 tedy začal z pověření ministra školství a osvěty konat přednášky a cvičení z anatomie na lékařské fakultě v Plzni, budoval a vedl anatomický ústav a zkoušel při dílčích zkouškách. Před koncem ledna 1947 byl přednosta anatomie na zasedání vědecké rady fakulty požádán zastupujícím děkanem profesorem MUDr. Jiřím Scheinerem, aby si ještě ke svému úvazku přibral i ústav histologicko-embryologický zatím na tři semestry, než přijde nový přednosta po habilitaci.
V listopadu 1947 dostal chřipku s vysokými teplotami, a protože nebylo možné nahradit jej jiným přednášejícím, nemoc řádně nevyléčil, i když mu byla nabízena léčba tehdy vzácnými penicilinem. Vbrzku se dostavily následky, nemoc neustupovala a po několika měsících rentgen zjistil ložisko tuberkulózy. Tehdejší možnosti léčby tuberkulózy byly ve srovnání se současností značně omezené, pro něj to znamenalo několikaměsíční pobyt v sanatoriu a následné dvouleté léčení pomocí velkého množství tablet PAS. Pracoval však dál. Jmenování docentem přišlo po habilitaci v roce 1952, řadu let byl vedoucím učitelem ročníku, po dvě volební období vykonával funkci proděkana, a to 1954/55 a 1974/76, přestože se potýkal s recidivou závažného onemocnění plic. V roce 1958 byl požádán děkanem Rudolfem Burešem, aby ho vystřídal ve funkci děkana, což však odmítl s poukazem na své zdravotní potíže. V roce 1959 byl jmenován řádným profesorem.
V Plzni jako přednosta anatomického ústavu působil do konce září 1983, kdy dovršil téměř 37 let ve funkci, a poté ještě zůstal v ústavu jako profesor-konzultant do konce června 1988. I tehdy ještě pln aktivity a zájmu přednášel první léta svého důchodu anatomii studentům stomatologické větve a v rámci studentských vědeckých kroužků stále řídil jejich první kroky na cestách vědeckých, týkajících se zejména anatomie kloubů. V letech 1990 až 1992 znovu nastoupil do ústavu na zkrácený pracovní úvazek, aby v době výměny vedení ústavu vypomohl pedagogicky zvládnout výuku a zkoušení velikého počtu posluchačů. Od roku 1993 ještě na čas působil jako externista na Pedagogické fakultě Západočeské univerzity na katedře biologie pro obor komparativní somatologie a biologie člověka.
Kromě práce pedagogické, se stejně tak věnoval i práci výzkumné. V roce 1959 již celý učitelský kolektiv jeho ústavu pracoval na problémech vaskularizace kostí a kloubů a růstu kostí. Byla navázána spolupráce s klinickými obory, hlavně s ortopedií a gynekologií. Později se věnoval důkladnému studiu úpravy synoviální membrány kloubů, studoval anatomii meziobratlových kloubů a s akademikem MUDr. Janem Wolfem se dopátral příčiny vzniku tzv. meniskoidů. Na tuto práci navázaly pak jeho studie v Dánsku na anatomickém ústavu v Kodani (1968 – 1970) na elektronovém a později rastrovacím mikroskopu. Současně se účastnil lékařských sjezdů a konferencí po celé Evropě.

## Knižní tvorba
Do jeho knižní tvorby patří práce na učebních textech, v padesátých letech ve spolupráci s profesorem Borovanským, od roku 1955 v rámci kolektivní učebnice (L. Borovanský, K. Žlábek, J. Hromada a J. Kos) „Soustavná anatomie člověka“ (I. vydání 1955, II. vyd. 1960, III. vyd. 1967 a IV. vyd. 1972), v níž zpracoval periferní nervy a smyslové orgány. Ze skript „Přehled topografické anatomie“ se od roku 1964 studovalo na většině našich fakult. V roce 1996 vyšla jeho „Anatomie člověka pro výtvarníky“ se 150 vyobrazeními, v roce 1999 pak „Základy fyzické antropologie“ aj. Celkem vydal na 120 publikací vědeckých prací u nás i v zahraničí (v němčině, angličtině, francouzštině, ruštině), sám z celého souboru vyzvedl tři hlavní okruhy:
1. Vyřešení otázky cévních změn na kapilárním řečišti děložního čípku, což má význam pro včasnou diagnostiku prekanceróz děložního hrdla. (Publikováno hlavně ve světových gynekologických časopisech.)
2. Série prací o tzv. meniskoidech kloubů páteře, s významem odhalení příčiny častých poruch hybnosti páteře, zvláště blokád. (Předneseno na 3 světových kongresech a publikováno v zahraničních odborných časopisech.)
3. Série prací, věnovaných anatomii kloubních pouzder a jejich výstelce (synoviální membráně), což bylo zpracováno metodami nástřiku kapilárního řečiště, elektronověmikroskopické a scanningelektronověmikroskopické analýzy (publikováno v řadě domácích i zahraničních časopisů).

## Ocenění
Jeho práce byla oceněna mnoha poctami: u příležitosti šedesátých narozenin mu byl udělen titul Zasloužilý učitel, byl jmenován čestným členem České anatomické společnosti, obdržel medaili Za vynikající práci. Jak sám uvádí, v průběhu svého působení na vysokých školách (Univerzita Karlova, Západočeská univerzita a Univerzita Kodaňská) v době od roku 1945 do roku 2002 za svoji činnost pedagogickou, vědeckou a společensky významnou obdržel celkem 20 různých medailí (bronzové, stříbrné a 6 zlatých), od Univerzity J. E. Purkyně a Masarykovy univerzity v Brně, Univerzity Karlovy v Praze, Palackého v Olomouci, z rukou prezidenta Akademie věd ČR v roce 1997 medaili Josefa Hlávky a 20. 6. 2007 od České lékařské společnosti J. E. Purkyně.